# Robert Stuart, Duke of Kintyre and Lorne

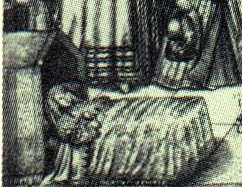
Robert Stuart in einem Stich von James Webster (1625)

Robert Bruce Stuart, Duke of Kintyre and Lorne (* 18. Januar 1602 in Dunfermline Palace; † 27. Mai 1602 in Dunfermline Palace) war ein schottischer Prinz.

## Leben
Er war der dritte Sohn von König Jakob VI. und Anna von Dänemark. Anlässlich seiner Taufe am 2. Mai 1602 ließ sein Vater verkünden, dass er die erblichen schottischen Adelstitel Duke of Kintyre and Lorne, Marquess of Wigtown, Earl of Carrick und Lord of Annandale tragen solle. Er starb bereits 25 Tage später an einer Krankheit und wurde in Dunfermline Abbey begraben.